# Cool jazz
Il cool jazz o progressive jazz è un insieme di correnti jazzistiche, affermatesi negli Stati Uniti nel secondo dopoguerra, che condividono una sonorità generalmente più morbida e dalla più raffinata concezione armonica rispetto al bebop, stile di riferimento dell'epoca.
È difficile individuare con precisione uno stile cool. Questo termine, infatti, laddove non utilizzato con esplicita connotazione dispregiativa o razziale, ha indicato nel corso degli anni artisti molto differenti tra loro. Mark Gridley classifica quattro diverse (seppur parzialmente intersecate) correnti all'interno del cool jazz:
- Varianti più morbide del bebop (come quelle create dalla tuba band di Miles Davis o dal Modern Jazz Quartet).
- Musicisti che hanno evitato di conformarsi al bebop di Charlie Parker, sviluppando un linguaggio alternativo basato su modelli pre-bebop (come Lennie Tristano o Jimmy Giuffre).
- Il West Coast Jazz, ovvero la scena jazz californiana (tra i cui protagonisti c'erano Gerry Mulligan, Dave Brubeck, Shelly Manne e altri).
- La musica sperimentale di Teddy Charles, Chico Hamilton, John LaPorta e i loro colleghi.[4]

## Storia

### Latuba band
Nella seconda metà degli anni quaranta, un gruppo di jazzisti newyorkesi si riuniva regolarmente a casa del pianista Gil Evans, per discutere di musica, composizione e arrangiamento. Tra i partecipanti erano presenti alcuni grandi protagonisti della storia del jazz: John Lewis, George Russell, Gerry Mulligan, Lee Konitz e Miles Davis. Le discussioni fatte durante questi incontri si concretizzarono con la creazione della tuba band, un nonetto composto da: tromba, trombone, corno francese, basso tuba, sax contralto, sax tenore, piano, contrabbasso e batteria. Miles Davis fu il leader del gruppo, mentre Gerry Mulligan, John Lewis, Gil Evans e John Carisi furono gli arrangiatori. L'organico fu concepito come una riduzione dell'orchestra di Claude Thornill (di cui Gil Evans era arrangiatore), che già aveva sperimentato il suono di corno e tuba nel jazz.
Il linguaggio musicale della tuba band è di chiara derivazione bebop, tuttavia la complessità e raffinatezza degli arrangiamenti, così come il sound morbido e arioso dell'ensemble, sono elementi di novità. Le modulazioni metriche utilizzate da Mulligan in Jeru, o l'uso del moto contrario nell'orchestrazione di Evans di Moon Dreams, ad esempio, testimoniano questo distacco. La ricerca timbrica è in primo piano rispetto al virtuosismo solistico.
L'attività della tuba band fu molto breve: un ingaggio per il Royal Roost nel 1948 (dove in pochissimi notarono la novità della proposta musicale), e tre registrazioni in studio per la Capitol Records, pubblicate integralmente solo nel 1957 nel disco Birth of the Cool. Contrariamente a quanto sembrerebbe affermare il titolo della raccolta, né Davis né i suoi colleghi tra il 1948 e il 1950 stavano consapevolmente inaugurando un nuovo stile. Né si tratta del primo disco cool in senso lato, in quanto i primi lavori di Lennie Tristano sono antecedenti. Resta il fatto che l'esperienza della tuba band avrà un importante seguito negli anni cinquanta, soprattutto in California.

### La West Coast
Nel corso degli anni '50 nacque un'importante corrente di jazz sulla costa ovest degli Stati Uniti (in particolare a Los Angeles), spesso chiamata West Coast jazz. L'arrivo di Mulligan nel 1952, che diventò uno dei protagonisti della scena, costituisce un collegamento diretto con la precedente esperienza della tuba band. In particolare, riscosse grande successo il suo pianoless quartet (con Chet Baker alla tromba, Carson Smith al basso e Chico Hamilton alla batteria), con il quale sviluppò un'idea di contrappunto tra i due fiati, svincolata dalla presenza armonica del pianoforte. Altri importanti esponenti dello stile furono: Shorty Rogers, Jimmy Giuffre, Bob Cooper, Bud Shank, Shelly Manne (con Richie Kamuca, Conte Candoli, Russ Freeman, Monty Budwig); Dave Brubeck, Paul Desmond, Joe Morello, Art Pepper.
Lo stile West Coast non fu mai monolitico, ma se ne possono individuare alcune caratteristiche comuni: la costruzione di arrangiamenti complessi, l'interesse per il contrappunto, gli ensemble di grandi dimensioni e l'impiego di strumenti al tempo inusuali nel jazz (come il flauto o il flicorno).

### La scuola di Tristano
Nella seconda metà degli anni quaranta, a New York, il pianista Lennie Tristano sviluppò un linguaggio improvvisativo estremamente personale, sofisticato e controcorrente rispetto al bebop di Charlie Parker. Nonostante suonasse lo stesso repertorio dei bopper, la sua musica si distingueva per il virtuosismo tecnico, le sostituzioni armoniche, l'uso di poliritmie complesse e le lunghissime frasi melodiche, sempre estemporanee e mai ripetute. Nonostante le sue apparizioni dal vivo fossero poco frequenti, la sua intensa attività didattica riunì attorno a lui una nutrita cerchia di allievi, che diedero seguito alla sua concezione musicale: tra questi, i più noti sono i sassofonisti Lee Konitz e Warne Marsh.
Ancor più che il linguaggio, fu l'atteggiamento di Tristano e dei tristaniani a renderli così diversi dai bopper. Tristano era infatti noto per il suo rifiuto categorico della commercializzazione della musica. Ciò implicava la totale assenza di spettacolarità nella performance, a partire dalla postura, rilassata e mai enfatica. Addirittura, molto spesso non suonava (o accennava solo brevemente) le melodie dei brani, passando direttamente all'improvvisazione, per non scendere a compromessi con le aspettative del pubblico.
La musica di Tristano e dei suoi allievi polarizzò le opinioni della scena jazz newyorkese: mentre alcuni (come il critico Barry Ulanov, o lo stesso Charlie Parker) ne erano entusiasti, altri la descrivevano come cervellotica e priva di emozione. In questo contesto, la denominazione cool veniva usata in senso dispregiativo, e fu sempre rifiutata da Tristano e dai suoi seguaci. Secondo Konitz, in particolare, l'atteggiamento cool (nel senso di rilassato) è una caratteristica comune di tutti i grandi jazzisti, compresi Armstrong e Parker, ma non ha nulla a che vedere con l'effettiva intensità della musica o il coinvolgimento emotivo profondo di chi la suona.